# Lissoplaga
Lissoplaga là một chi bướm đêm thuộc họ Geometridae.